# Klarälvsbanan

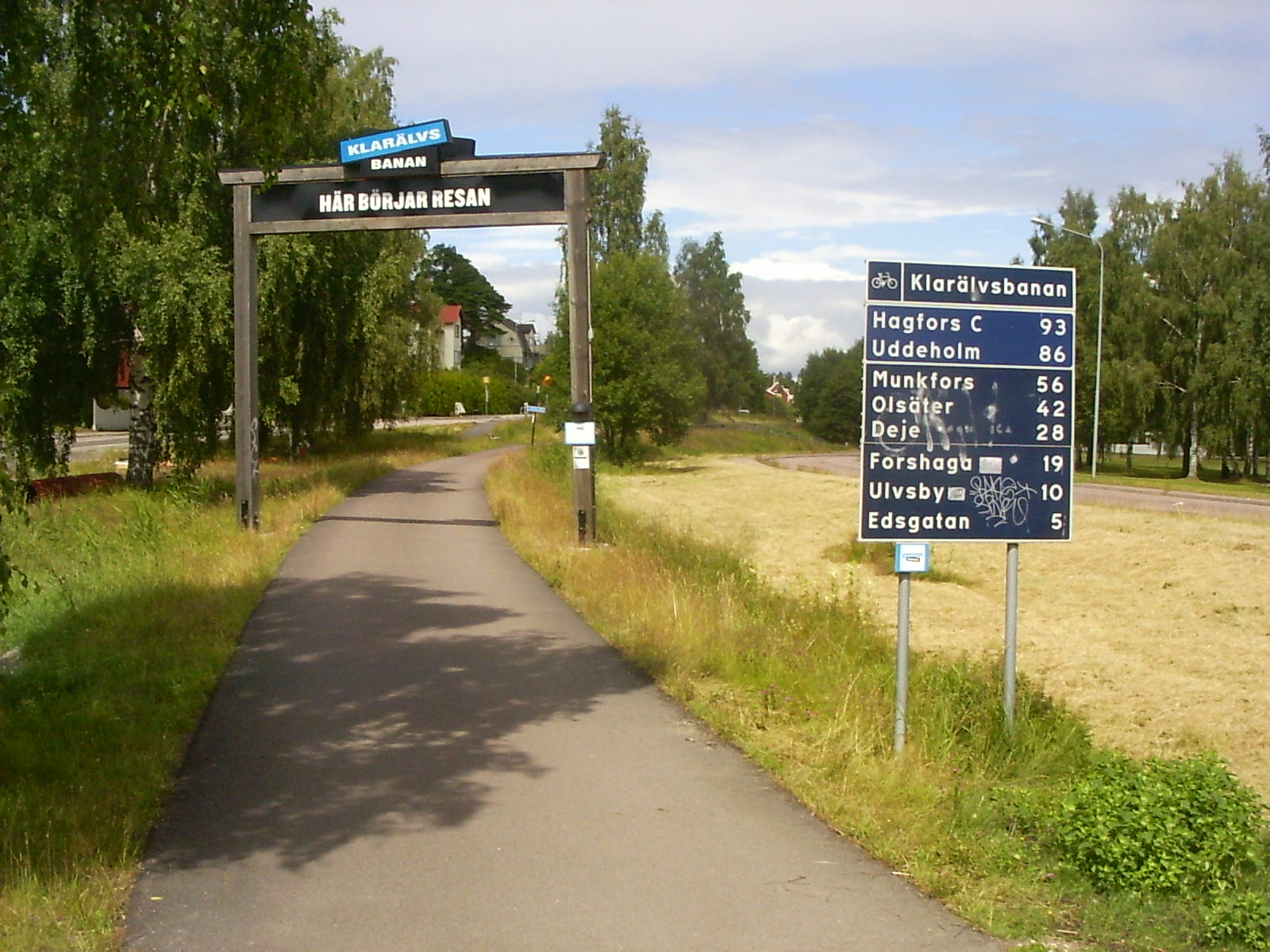
Start van de Klarälvsbanan in Karlstad

De Klarälvsbanan is een 86 kilometer lang geasfalteerd fietspad tussen Karlstad en Uddeholm in Zweden. Het pad is aangelegd op een gedeelte van het oude spoortraject Nordmark–Klarälvens, dat werd geopend in de 19e eeuw. De naam van het fietspad verwijst naar de rivier Klarälven. Deze rivier en het fietspad lopen parallel aan elkaar en kruisen twee keer, bij Deje en Forshaga. In het verlengde van de Klarälvsbanan, ligt de 120 kilometer lange Klarälvsleden, een fietsroute die voornamelijk over onverharde paden voert en eindigt in Sysslebäck.
De Klarälvsbanan maakt deel uit van het landelijk fietsroutenetwerk Sverigeleden en wel van het traject Karlstad-Torsång.